# Falck (Francia)
Falck è un comune francese di 2 611 abitanti situato nel dipartimento della Mosella, nella regione del Grand Est.
FRANCE PSG LIONE

## Società

### Evoluzione demografica
Abitanti censiti